# Karl Otto von Raumer
Pour les autres membres de la famille, voir Famille von Raumer.
Karl Otto von Raumer (né le 17 septembre 1805 à Stargard-en-Poméranie et mort le 6 août 1859 à Berlin) est un homme d'État prussien.

## Origine
Von Raumer est un descendant de la vieille famille noble bavaroise et, à partir du XVIIe siècle, saxonne von Raumer. Ses parents sont le général de division prussien Karl Heinrich Friedrich von Raumer (de) (1757-1831) et son épouse Albertine von Tschirschky (1768-1838), fille du général de division prussien Karl Wilhelm von Tschirschky.

## Biographie
Il étudie à l'école secondaire de Stettin puis étudie le droit à l'université de Göttingen et à l'université Frédéric-Guillaume de Berlin. Il est ensuite engagé à partir de 1831, d'abord comme assesseur et à partir de 1834 comme conseiller du gouvernement, d'abord à Posen et en 1838 à Francfort-sur-l'Oder. En 1840, Raumer est nommé au ministère des Finances, où il est promu au conseil privé des finances la même année. Un an plus tard, il est nommé conseiller privé au ministère de l'Intérieur, en 1843 vice-président du gouvernement du district de Königsberg, en 1845 président du district de Cologne et au même poste en 1848 du district de Francfort-sur-l'Oder. Le 19 décembre 1850, le cabinet d'Otto Theodor von Manteuffel le nomme ministre de l'Éducation au ministère prussien des Affaires spirituelles, éducatives et médicales, qu'il dirige jusqu'à ce que Manteuffel soit démis de ses fonctions en novembre 1858. Entre-temps, il est membre de la première chambre du parlement prussien de 1850 à 1852, puis membre non inscrit de la chambre des représentants de Prusse.
Karl Otto von Raumer est l'un des principaux représentants de la réaction monarchiste orthodoxe et appartient avec sa politique au bras étendu de la camarilla, un cercle officieux mais influent de conseillers autour du roi. Parmi ses diverses mesures impopulaires, les "règlements" (de Stiehl (de)) publiés en 1854, rencontrent l'opposition la plus violente. L'élément chrétien et ecclésiastique doit devenir le fondement de l'école primaire et l'étude des classiques allemands doit être interdite aux élèves des séminaires eux-mêmes. D'autre part, elles conduisent à une limitation et à une simplification de la matière enseignée, ce qui est négligé. Deux ans auparavant, il a déjà essuyé des critiques pour ses "décrets de Raumer", dans lesquels, lui-même issu d'une famille traditionnellement marquée par l'évangélisme, il veut placer le clergé, en particulier le clergé catholique, sous un contrôle plus étroit de l'État. Il en résulte une influence politique sur les élections du parlement de 1852 ainsi que, sous l'impulsion d'August Reichensperger, la formation de la faction catholique (de) à la Chambre des représentants de Prusse. Cela conduit finalement à un retrait non formel, mais factuellement utile, de ces décrets. En 1851, il est responsable de l'interdiction des jardins d'enfants de Fröbel. Cela conduit à l'émigration de nombreux partisans de Fröbel, cependant, au triomphe de l'idée de la maternelle dans de nombreuses régions du monde.
Pour ses services dignes d'un homme d'État, von Raumer reçoit l'Ordre de l'Aigle rouge de 1re classe.
Karl Otto von Raumer est enterré dans l'ancien cimetière Saint-Matthieu à Berlin-Schoeneberg. Sa tombe est dédiée à la ville de Berlin comme tombe d'honneur jusqu'en 2017.

## Famille
Karl Otto von Raumer est marié à Elise Wilhelmine Clementine von Brauchitsch (1820–1891), fille du général d'infanterie prussien Eduard von Brauchitsch (de). Il laisse trois fils et quatre filles :
- Karl Albrecht Edouard (né le 17 janvier 1842 et mort le 21 septembre 1876), assesseur de la Cour
- Rudolf Heinrich (de) (né le 7 août 1843 et mort le 17 juin 1882), administrateur de l'arrondissement de Lebus (de)
- Anna Elisabeth (née le 3 juin 1845) mariée en 1870 avec Rudolf von Wedell (mort le 27 décembre 1890), Rittmeister prussien
- Marie Charlotte Elizabeth (née le 21 novembre 1846 et morte le 15 juillet 1885) mariée en 1869 avec Albert von Oertzen, capitaine prussien
- Edouard Bernhard Friedrich (né le 26 mai 1846 et mort le 26 janvier 1871), lieutenant prussien
- Elisabeth Louise Hedwige (née le 6 juin 1852 et morte le 12 août 1888) mariée en 1870 avec Georg von Hagen (mort le 2 août 1898), lieutenant-colonel, commandant du 11e régiment de dragons
- Agnès Berta Elizabeth (née le 25 mars 1856)